# Marie-Hedwige de Hesse-Rheinfels-Rotenbourg
La princesse Marie-Hedwige de Hesse-Rheinfels-Rotenbourg (Edwige Marie-Christine; 26 juin 1748 – 27 mai 1801) est une princesse allemande, princesse de Turenne et duchesse de Bouillon par mariage. 

## Biographie
Née au palais de Rotenburg an der Fulda, elle est le troisième enfant de Constantin de Hesse-Rheinfels-Rotenbourg et de son épouse la comtesse Sophie de Starhemberg. Elle a dix frères et sœurs, dont Charles-Emmanuel de Hesse-Rheinfels-Rotenbourg, nommé d'après son oncle Charles-Emmanuel III de Sardaigne.
Le 17 juillet 1766, à Carlsbourg, elle épouse Jacques-Léopold de La Tour d'Auvergne, prince de Turenne et héritier du duché de Bouillon. Ses parents sont Godefroy de La Tour d'Auvergne et Louise-Henriette-Gabrielle de Lorraine de la Maison de Guise. L'année suivante, sa cousine germaine Marie-Thérèse-Louise de Savoie-Carignan épouse un membre de la famille royale, Louis-Alexandre de Bourbon (1747-1768), prince de Lamballe. 
En 1792, son époux succède à son père. la même année, l'Ancien Régime est aboli et la princesse de Lamballe, amie proche de la reine, est l'une des victimes des Massacres de septembre. Le duché de Bouillon est annexé en 1794 et absorbé par la France en octobre 1795. Toutefois, en 1800, le duc récupère le duché, mais est obligé de payer les dettes de 3 millions de livres. Le duché est incorporé dans le nouveau Royaume des Pays-Bas en 1815.
La duchesse de Bouillon meurt sans enfants à Paris, le 27 mai 1801.